# Horemheb

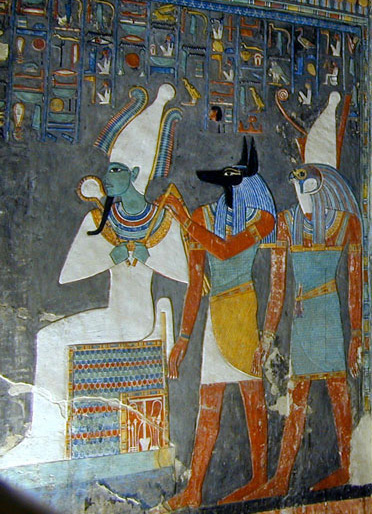
Detaliu din mormântul faraonului Horemheb,cu zeii Osiris, Anubis și Horus.

Horemheb a fost ultimul faraon al Dinastiei a XVIII-a. A condus Egiptul intre 1319-1292 î.Hr. Numele său înseamnă „Horus este în triumf”. Înainte de a deveni faraon, Horemheb a fost comandantul suprem al armatei sub domnia lui Tutankamon și Ay. După urcarea sa pe tron, el a reformat statul iar sub domnia sa a acționat oficial împotriva conducătorilor Perioadei Amarna, precedenți.
Horemheb a demolat monumentele lui Akhenaton, reutilizează rămășițele lor în propriile sale proiecte de construcții, și a uzurpat monumentele lui Tutankhamon și Ay. Horemheb probabil a rămas fără copii, deoarece el l-a numit pe Paramesse ca succesor al său, care își va asuma pe tron numele de Ramses I.
| A XVIII-a Dinastie Egipteană |           |                   |
| Predecesor Ay                | Horemheb) | Succesor Ramses I |